# Alasdair McDonnell
Alasdair McDonnell, né le 1er septembre 1949 à Cushendall, est un homme politique britannique, leader du Parti social-démocrate et travailliste (SDLP) de 2011 à 2015. Il est membre de la Chambre des communes depuis 2005 et de l'Assemblée d'Irlande du Nord pour Belfast-Sud de 1998 à 2015.